# Солопов, Виктор Иванович
Виктор Иванович Солопов (род. 2 октября 1942, Акмолинск) — советский электросварщик, полный кавалер ордена Трудовой Славы.
Работал электросварщиком на целиноградском заводе «Казахсельмаш» Министерства тракторного и сельскохозяйственного машиностроения СССР. Возглавлял комплексную бригаду по изготовлению нестандартного оборудования. В 1975, 1981 и 1986 годах был награждён орденами Трудовой Славы 3-й, 2-й и 1-й степеней соответственно.

## Биография
Виктор Иванович Солопов родился 2 октября 1942 года, в столице Казахстана Акмолинск (переименована в Астану), в семье железнодорожников. После окончания школы поступил в Новосибирский институт. Смерть отца вынудила его вернуться домой. Там он начал трудовой путь кочегаром на паровозе, после чего отслужил три года в армии на острове Русский. Вернувшись, он устроился на целиноградский завод «Казахсельмаш» Министерства тракторного и сельскохозяйственного машиностроения СССР.
В возрасте 33 лет он получил свою первую государственную награду за успешное перевыполнение производственного плана. В течение пятнадцати лет он трижды удостаивался ордена Трудовой Славы. Так он стал полным кавалером ордена Трудовой Славы.
С 1999 года живёт в городе Климовск Московской области (ныне в составе Подольска). 
С 2013 года — член президиума климовской городской организации ветеранов. В 2016 году на очередном съезде Коммунистической партии Российской Федерации награждён Г. А. Зюгановым орденом «За заслуги перед Партией».
С 2017 года — член общественной палаты Городского округа Подольск.